# Derek Clayton
Derek Clayton (* 17. listopadu 1942 Barrow-in-Furness) je bývalý australský vytrvalec irského původu. Stal se mistrem Austrálie v běhu na 10 000 m v roce 1968 a v maratonském běhu v letech 1967, 1968, 1971 a 1973. Na olympijských hrách obsadil v maratonu 7. místo v roce 1968 a 13. místo v roce 1972. V roce 1967 vyhrál maraton ve Fukuoce v čase 2:09:36,4 a jako první v historii zaběhl 42 195 m v čase pod dvě hodiny a deset minut. Na antverpském maratonu v roce 1969 svůj čas vylepšil na 2:08:33,6, což vydrželo jako nejlepší světový výkon v maratonu až do roku 1981 (i když se objevily pochybnosti o regulérnosti trati). Také v roce 1971 vytvořil nejlepší světový výkon roku. Byl známý na maratonce nezvykle vysokou postavou (měřil 187 cm), mimořádně vysokými tréninkovými dávkami i svérázným přístupem k životosprávě, závěr jeho kariéry byl poznamenán četnými zraněními. V roce 1999 byl uveden do Síně slávy australského sportu.